# Лоб
Лоб (на френски: Lobbes) е селище в Югозападна Белгия, окръг Тюен на провинция Ено. Разположен е около река Самбър. Населението му е около 5500 души (2006).